# Behat
Behat è una suddivisione dell'India, classificata come nagar panchayat, di 17.177 abitanti, situata nel distretto di Saharanpur, nello stato federato dell'Uttar Pradesh. In base al numero di abitanti la città rientra nella classe IV (da 10.000 a 19.999 persone).

## Geografia fisica
La città è situata a 30° 10' 0 N e 77° 37' 0 E e ha un'altitudine di 274 m s.l.m..

## Società

### Evoluzione demografica
Al censimento del 2001 la popolazione di Behat assommava a 17.177 persone, delle quali 9.195 maschi e 7.982 femmine. I bambini di età inferiore o uguale ai sei anni assommavano a 2.950, dei quali 1.584 maschi e 1.366 femmine. Infine, coloro che erano in grado di saper almeno leggere e scrivere erano 8.696, dei quali 5.128 maschi e 3.568 femmine.